# Босилка Пушич
Босилка Пушич (на черногорски: Bosiljka Pušić) е черногорска художничка, поетеса и писателка на произведения в жанр лирика, исторически роман, детска литература и драма.
Тя е майка на известния сръбски музикант Антоние Пушич, по-известен като Рамбо Амадеус.

## Биография и творчество
Босилка Пушич е родена на 2 май 1936 г. в Чуприя, Кралство Югославия. В началото на 1937 г. семейството ѝ се премества в Ягодина, където баща ѝ отваря независим магазин за часовници. Остава в Ягодина до завършване на гимназията.
Следва специалност филология във Факултета по изкуства на Белградския университет. След дипломирането си се омъжва и се мести в района на Которския залив. Работи като гимназиален учител по сърбохърватски език и югославска литература в Кумбор, и после в Херцег Нови, където се пенсионира.
Когато се пенсионира, започва да рисува, като участва в 15 самостоятелни и около 30 групови изложби.
По препоръка на писателя и литературен критик Бранко Лазаревич започва да пише поезия, която публикува в литературни списания. Първата ѝ книга, стихосбирката „Krila iste ptice“ (Крилата на същата птица), е издадена през 1970 г. Първият ѝ роман „Otvaranje lutke“ (Отваряне на куклата) е издаден през 1985 г. Издала е над тридесет книги, които са в различни литературни жанрове.
Удостоена е с няколко литературни награди. През 1973 г. получава първа награда за разказа „Kavez“ (Клетка) от списанието „Просветин преглед“, през 2003 г. получава почетна Змаева награда за цялостно творчество, а през 2004 г. получава наградата „Живойвин Павлович“ за книгата с хумористични истории „Kako preživeti brak“ (Как да оцелееш в брака).
Босилка Пушич живее със семейството си в Херцег Нови.

## Произведения

### Самостоятелни романи
- Otvaranje lutke (1985)
- Naranča i nož (2002)
- Narančin cvat (2004)
- Knjiga o Vojinu (2008)
- Naranče pod šlemom – trilogija (2008)
- Stimadur (2011)
- Ispod žižule (2012)
- Tondo (2013)
- Balada o Itane (2016)
- Eva (2017)
- Daleki akordi (2020)

### Поезия
- Krila iste ptice (1970)
- Privid igre (1972)
- Pelin u reveru (1976)
- Rukom prema snu (1980)
- Druga voda (1980)
- Dobošari na trgu (1985)
- Svođenje reči (1989)
- Pepeo i krik (2000)
- Baršunasti glasovi (2015)

### Детска литература
- Hercegnovske čarolije (2000)
- Koga boli uvo kako ja rastem (2000)
- Ružičasti delfin (2001)
- Žabilijada (2003)
- Doživljaji magarčića Magića (2004)
- Kobajagična putovanja (2006)
- Plavojko (2000)
- Ko te šiša (2010)
- Kralj koji je pojeo i sebe (2012)

### Сборници
- Kavez (1981)
- Otapanje (1994)
- Izlet u Žanjice (2000)
- Kako preživeti brak (2002, 2003)